# Wallaby
Wallaby ou wallabee é a designação comum das várias espécies de marsupiais da família Macropodidae da Oceania. Caracteristicamente são menores que os seus congêneres cangurus ou wallarus.
Eles têm  as patas traseiras menores que as patas traseiras do canguru.